# Мечеть (Грозный)
Хотя в Грозном было много мусульман, мечети в городе долгое время не было. В 1908 году мулла Али Гусейнов построил за счёт пожертвований первую в городе мечеть. Она располагалась на правом берегу Сунжи недалеко от городской синагоги.
8 апреля 1929 года вышло Постановление ВЦИК и СНК РСФСР «О религиозных объединениях».
Этот документ послужил основанием для усиления борьбы с религией в СССР. В начале 1930-х годов мечеть была разрушена.